# Verlag Die Runde
Der Verlag Die Runde wurde 1930 von Edwin Maria Landau und Wolfgang Frommel unter Beteiligung Percy Gotheins in Berlin gegründet. Der Verlagsname deutet auf eine Gruppe junger Männer hin, die sich um Gothein und Frommel geschart hatten und durch die Bewunderung für die Dichtung Stefan Georges verbunden waren. Zu dieser Runde gehörten neben Gothein und Frommel insbesondere der Dichter Achim von Akerman und der Französischlehrer Willy Hellemann (alias Hans Boeglin), dann auch Frommels musikalischer Bruder Gerhard, der Kunsthistoriker Wilhelm Fraenger und der Altphilologe Heinrich Weinstock. Ihrer Verehrung für den Dichter gaben sie 1931 in dem ihm zugedachten Gedichtband Huldigung Ausdruck, der ersten Verlagsveröffentlichung. Die weitere Produktion des Verlags zeigt allerdings, dass den Schwerpunkt keineswegs vorrangig die Lyrik bildete, sondern die „Haltung eines durch Dichtung erzogenen oder in einem anderen symbolischen, zum Beispiel mythischen Beziehungsfeld stehenden Menschen“. Tatsächlich erschienen nach der Huldigung nur noch Akermans Gesichte der Heimat (1933) und Frommels Gedichte (1937).
1931 wurde die Schriftenreihe „Die Tafel“ von dem Leipziger Adolf Klein Verlag übernommen. Die Reihe war aus dem Berliner Schülerkreis des ebenfalls zum George-Kreis gehörenden Historikers und Lyrikers Friedrich Wolters hervorgegangen und wurde von Hans Eberl und Hellmut Mebes herausgegeben. So kamen als neue Autoren unter anderem der Norweger Arvid Brodersen und Kurt Hildebrandt hinzu.
Als „Programmschrift“ des Verlags erschien 1932 Frommels Buch Der dritte Humanismus unter dem Pseudonym Lothar Helbing. Aus finanziellen Gründen trat 1933 der Literat Gerhard Bahlsen, ein Sohn des Hannoveraner Keksfabrikanten Hermann Bahlsen, als Teilhaber und Herausgeber der Reihe „Verpflichtung und Aufbruch“ in den Verlag ein. Er gab dem Verlag eine „wesentlich philosophische und gesamtkulturelle Linie“, indem er als weitere Autoren neben anderen den Philosophen Helmut Kuhn, den Schriftsteller Bruno Erich Werner und den Soziologen René König mitbrachte, der auch als Lektor im Verlag tätig war.
Das Spektrum der weiteren Produktion des Verlags reichte von den Schriften Brodersens, Lepsius’ und Pellegrinis über Stefan George, von Klassikerausgaben und geisteswissenschaftlichen Studien bis hin zu Büchern zur Deutschen Schule, zum deutschen dramatischen Theater oder zur deutschen Lyrik, mit denen einige der Autoren ein nationales Anliegen verfolgten. König bediente sich der Revolutions-, Kampfes- und Schicksalsrhetorik jener Zeit zur Verteidigung eines idealistischen Bildungsideals, in dem die „Versöhnung von Wissenschaftsbildung und Staat“ im Sinne Hegels sich mit der Forderung nach der „Freiheit der Wissenschaftsbildung von allen staatlichen Einflüssen“ verband („Der Staat aber, der die Freiheit der Wissenschaft antastet, hat sich als Kulturstaat selbst vernichtet“), während Kurt Hildebrandt sich über Norm, Entartung, Verfall bezogen auf den Einzelnen, die Rasse und den Staat ausließ. Neben Schriften gefährdeter Autoren, wie Helmut Kuhn und Karl Löwith, stand der Sammelband Nationalsozialismus vom Ausland gesehen, der zeigen sollte, „warum diese Bewegung so tief in unserm Wesen verwurzelt ist“. Setzten sich Verlag und Herausgeber im Klappentext des Bandes für einen „richtig verstandenen“ Nationalsozialismus ein, das heißt für eine „heroisch-humanistische, wahrhaft konservative Haltung“, so äußerten sich der Engländer Rolf Gardiner, der Norweger Arvid Brodersen und der angebliche Schweizer Karl Wyser, ein Pseudonym Frommels, verständnisvoll über die „freie Kolonisation im östlichen Europa“, Führertum und Gemeinschaft, Blut und Boden, Wehrsport und Arbeitsdienst und bezweifelten nur, dass „in der Judenfrage das letzte Wort gesprochen“ sei.
1935 wurde Königs Buch über die Universität verboten; weitere Verbote folgten 1936. Allerdings erschienen in demselben Jahr noch die Heldensagen der Griechen, neu dargestellt von der jüdischen Autorin Herlint von den Steinen unter dem Pseudonym Erich Wolff. Landau musste den Verlag 1936 wegen seiner jüdischen Abstammung verlassen. Frommel ging 1937 ins Exil, ebenso René König. Im Verlag erschienen noch bis 1940 neue Werke. 1943 erhielt er keine Papierlieferungen mehr und wurde aus dem Berliner Handelsregister gestrichen.

## Veröffentlichungen des Verlags (Auswahl)
- Anonym: Huldigung. Gedichte einer Runde. 1931 (für Stefan George)
- Hans Boeglin (d. i. Willy Hellemann): Die Pforte. Märchen und Sinngebilde. 1931.
- Petrarca: Briefe des Francesco Petrarca. Eine Auswahl übersetzt von Hans Nachod und Paul Stern. 1932.
- A. M. S. Boethius: De consolatione philosophiae libri 5. Lat.-dt., übers. v. Eberhard Gothein, Nachwort von Marie Luise Gothein. 1932.
- Percy Gothein: Francesco Barbaro. Früh-Humanismus und Staatskunst in Venedig. 1932.
- Lothar Helbing (d. i. Wolfgang Frommel): Der dritte Humanismus. 1932, ²1933, ³1935.
- Achim von Akerman: Gesichte der Heimat. 1933.
- Gerhard Frommel (Hg.): Der Geist der Antike bei Richard Wagner. Selbstzeugnisse und eine Vorrede. 1933.
- Rolf Gardiner/Arvid Brodersen/Karl Wyser: Nationalsozialismus vom Ausland gesehen. An die Gebildeten unter seinen Gegnern. 1933, ²1934.
- Kurt Hildebrandt: Individualität und Gemeinschaft. 1933.
- Rudolf Steinmetz: Paideia. Begründung und Plan einer Deutschen Schule. 1933.
- Vergil: Aeneis. Übertragen v. Goetz von Preczow. 1933.
- Richard Gothe: Der Arbeiter und seine Arbeit. 1934.
- Kurt Hildebrandt: Norm, Entartung, Verfall bezogen auf den Einzelnen, die Rasse, den Staat. 1934.
- Ferdinand Junghans: Das dramatische Theater deutscher Nation. 1934.
- Helmut Kuhn: Sokrates. Versuch über den Ursprung der Metaphysik. 1934.
- Bruno E. Werner: Vom bleibenden Gesicht der deutschen Kunst. 1934.
- Heinrich Weinstock: Polis. Der griechische Beitrag zu einer deutschen Bildung heute an Thukydides erläutert. 1934.
- Arvid Brodersen: Stefan George. Deutscher und Europäer. 1935.
- Wilhelm Fraenger: Clemens Brentanos Alhambra. Eine Nachprüfung. 1935.
- Hartmann Goertz: Vom Wesen der deutschen Lyrik. 1935.
- René König: Vom Wesen der deutschen Universität. 1935.
- Sabine Lepsius: Stefan George. Geschichte einer Freundschaft. 1935.
- Karl Löwith: Nietzsches Philosophie der ewigen Wiederkunft des Gleichen. 1935.
- Alessandro Pellegrini: Stefan George. 1935.
- Ulrich Christoffel: Altes Spanien. Sinnbild und Vorbild. 1936.
- Heinrich Weinstock: Die höhere Schule im deutschen Volksstaat. Versuch einer Ortsbestimmung und Sinndeutung. 1936.
- Die Heldensagen der Griechen. Neu dargestellt von Erich Wolff. 1936.
- Wolfgang Frommel: Gedichte. 1937.
- Ernst von Schenck (Hrsg.): Briefe der Freunde. Das Zeitalter Goethes im Spiegel der Freundschaft. 1937.
- Hermann Stresau: Joseph Conrad. Der Tragiker des Westens. 1937.
- Morris Bishop: Pascal, übers. v. Erika Pfuhl und Richard Blunck. 1938.
- Herbert Werner Rüssel: Alkibiades. 1939.
- Bernhard Knauss: Staat und Mensch in Hellas. 1940.
- Hanns Studniczka: Saturnische Erde. Stätten, Männer und Mächte Italiens. 1940.